# 普雷雪
普雷雪（法語：Précieux，法語發音：[pʁesjø]）是法国卢瓦尔省的一个市镇，位于该省中部，属于蒙布里松区。该市镇总面积16.29平方公里，2009年时的人口为1033人。

## 交通
卢瓦尔省省道D101线和D107线在境内交汇。

## 人口
普雷雪人口变化图示